# 1989世界巡迴演唱會
1989世界巡迴演唱會（英語：The 1989 World Tour）是美国创作歌手泰勒絲举办的第四次巡回演唱会。这次巡回演唱会是为了宣传其第五张录音室专辑《1989》。2015年5月5日，首场演唱会在日本东京正式举办，拉开了整个巡回演唱会的序幕。12月12日，本次巡回演唱会的最后一场在澳大利亚墨尔本落幕。本巡演讓泰勒絲成為女歌手中收入第五高的演唱會 (2.5億美元)，收入第二高為泰勒絲在2018年的舉世盛名體育場巡迴演唱會(3.45億美元)。
2014年11月，泰勒絲首先公布了北美洲、欧洲各场次以及日本两场演唱会的具体时间；随后在2014年12月公布了大洋洲各场次的时间；亚洲其他场次的举办时间则是在2015年6月公布的。在巡演过程中，泰勒絲的团队全程录制了11月28日在雪梨澳洲新西蘭銀行體育場举办的演唱会，并在12月20日通过Apple Music发行录像。本次巡演全程到访亚洲、欧洲、北美洲和大洋洲四个大洲，共举办85场，总计票房收入超过2.5亿美元，也是2015年全球票房收入最高的巡回演唱会。泰勒絲在北美洲的各场表演中邀请了其他歌手、演员、模特儿、运动员等名人作为现场嘉宾登台表演，成为整个巡回演唱会的一大特色。

## 背景

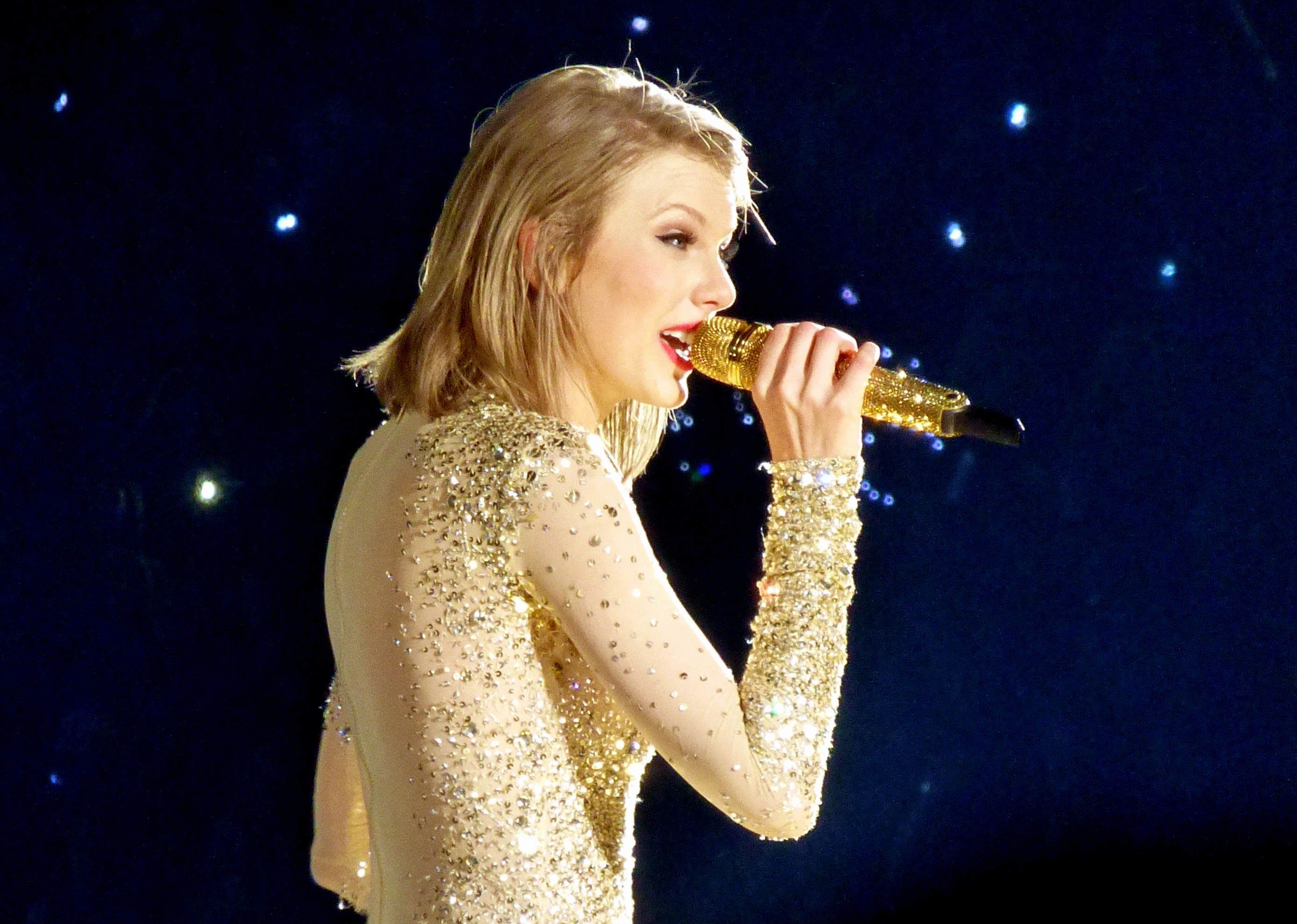
2015年5月30日，泰勒絲在底特律站的表演现场

2014年11月3日，泰勒絲通过Twitter公布了巡回演唱会的计划，同时公布了北美洲各场次的具体日期。泰勒絲还宣布歌手尚恩·曼德斯及万斯·乔伊将一同参加演唱会，担任暖场嘉宾，并公布了售票日期。
在接受《时代》杂志专访时，泰勒絲称演唱会的曲目将“主要来自《1989》这张专辑”。她还表示这次巡回演唱会中有很多自己梦寐以求的元素。之前的专辑和巡回演唱会中多是现场的鼓、原声吉他、电吉他和现场贝斯等乐器伴奏，而《1989》和这次演唱会则加入了大量合成器、低音键盘和多层次的和声。她透露称，整个现场乐队规模巨大，由14人组成，希望能为观众营造更佳的现场感和更多层次的戏剧感，同时又不至于聒噪和混乱。他臉色还称在体育场演唱对自己很有挑战性，尤其是要“让最高一排的观众也能感受到亲切的私人体验”。随后在2014年12月接受KIIS-FM电台采访时，泰勒絲还透露自己已经了解了整个舞台的舞美设计。采访中，泰勒絲还表示歌迷希望她能在演唱会上能够演唱《1989》专辑中的全部歌曲，而她会考虑歌迷的这一请求，自己对即将到来的演唱会也十分激动。
本次巡回演唱会之前，泰勒絲用了7个月的时间规划，之后用3个月彩排音乐，4周彩排舞台，最后又用10天完成了带妆彩排。整个巡演团队的固定工作人员有146人，共使用了26部厢式货车和11部大巴车运送全部的人员和设备。

## 曲目和嘉宾
以下列表僅以2015年5月5日日本東京場表演的曲目為代表，其他場次中出現的曲目變化已在下面列出。
1. 《欢迎来纽约》
2. 《新浪漫主义》
3. 《空格》
4. 《我知道你是大麻煩》
5. 《但愿你会》
6. 《俘获芳心》
7. 《藏身之地》
8. 《只要你留下》1
9. 《坠入爱河》或《仙境》或「惊喜曲目」（清唱）
10. 《释怀》
11. 《愛的故事》
12. 《超有型》
13. 《这份爱》1
14. 《壞到底》
15. 《絕對絕對分定了》
16. 《狂野的梦》/《着迷》
17. 《脱离困境》

安可曲目
1. 《通通甩掉》

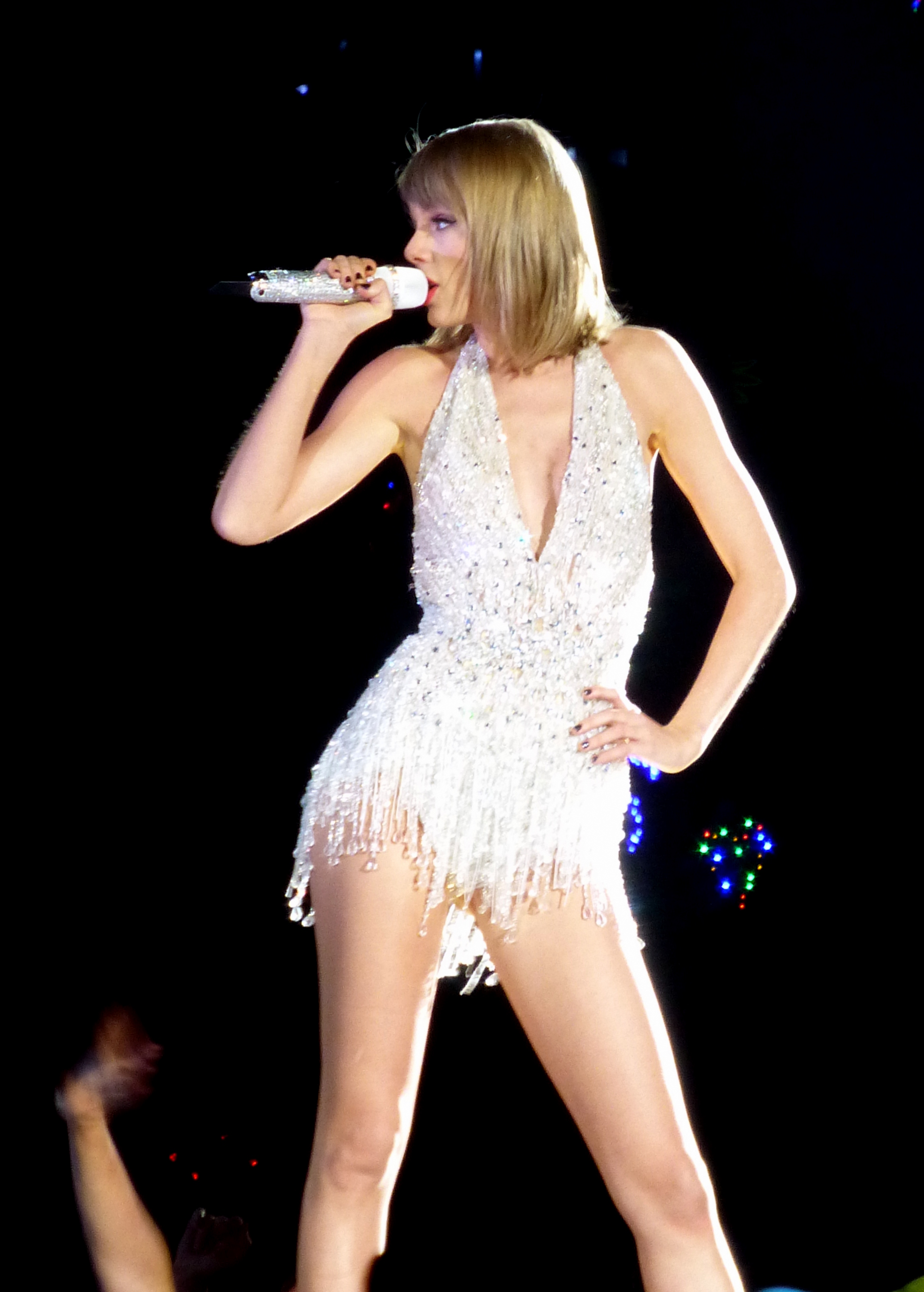
2015年5月30日，泰勒絲在底特律站的表演现场

在其中一些場次，泰勒絲會對除驚喜曲目外的固定曲目進行調整，其中包括了替換一部分曲目或添加新曲目。以下列表列出了泰勒絲在巡演期間的所有曲目調整。
- 1 在華盛頓特區第二場中，《這份愛》被從正式歌單中暫時移除。此外，在8月1日至10月31日期間有特邀嘉賓的場次中，該歌曲會被驚喜嘉賓曲目取代。
- 2 在絕大部分有特邀嘉賓的場次中，《只要你留下》會被驚喜嘉賓曲目取代。然而自布里斯班站起，該歌曲被徹底從正式歌單中移除。

泰勒絲在演唱會第9首時，有時會唱《坠入爱河》，有時也會唱驚喜曲目，以下未列出的場次皆演唱《坠入爱河》。
- 在拉斯维加斯、波西尔城、匹兹堡、科隆等场次演唱了《仙境》。[10][11]
- 在都柏林的第二场演唱会中演唱了《圣地》。[12]
- 在東盧瑟福[13]、华盛顿特区[14]、洛杉矶[15]、丹佛[16]、上海[17]五座城市的第二场演唱会，盐湖城演唱会[18]，福克斯伯勒[19]和新加坡[20]的第一场演唱会中演唱了《与我同在》。
- 在芝加哥[21]、埃德蒙顿[22]、丹佛、圣保罗[23]的第一场演唱会，多伦多[24]、福克斯伯勒[25]和墨尔本[26]的第二场演唱会，洛杉矶的第三场演唱会[27]，阿灵顿[28]、亚特兰大[29]和坦帕[30]的演唱会中演唱了《十五岁》。
- 在芝加哥[31]和圣保罗[32]的第二场演唱会，洛杉矶的第五场演唱会[33]，西雅图[34]和休斯敦[35]的演唱会中演唱了《太刻薄》。
- 在温哥华的演唱会中演唱了《火花飞舞》。[36]
- 在埃德蒙顿[37]和奥马哈[38]的第二场演唱会，以及圣迭戈的演唱会[39]中演唱了《放手去爱》。
- 在圣克拉拉的第一场演唱会中表演了《早該拒絕》。[40]
- 在圣克拉拉的第二场演唱会中表演了《不要长大》。[41]
- 在格兰岱尔的第一场演唱会中演唱了《罗南》。[42]
- 在洛杉矶的第一场演唱会中演唱了《回憶太清晰》。[43]
- 在哥伦布的第一场演唱会中表演了《红》。[44]
- 在布里斯班的演唱会中表演了《我的最爱》，以纪念已故的歌迷瑞秋（Rachel）。瑞秋在生前原计划到现场观看这场演唱会，但不幸因交通事故逝世，她的朋友于是在社交网络上表达愿望，希望斯威夫特能在现场演唱这首瑞秋本人最爱的歌曲。[45]
- 在墨尔本的第三场演唱会也是本次巡演的最后一场演唱会中表演了《直到永遠》。[46]

部分场次中，泰勒絲邀请了其他歌手、演员、模特或知名运动员等人，作为特别嘉宾参与表演。演唱会中，泰勒絲会与嘉宾歌手共同演唱这位歌手或乐队的一首代表歌曲而在演唱《超有型》時則會介紹並邀請演員、模特或知名運動員等人登台。
- 2015年5月15日（拉斯维加斯）：与歌手紅髮艾德共同演唱《特內里費島的海》。[47]

- 2015年5月30日（底特律）：与梦想之龙乐队主唱丹·雷诺兹共同演唱《放射性》；[48]模特玛莎·亨特和吉吉·哈蒂德登台。[49]
- 2015年6月6日（匹兹堡）：与小大城（英语：Little Big Town）乐队共同演唱《浮橋》。[11]
- 2015年6月12日（费城）：与史密斯回聲共同演唱《酷小孩》；模特卡拉·迪瓦伊和演员瑪莉絲卡·哈吉塔登台。[50]
- 2015年6月13日（费城）：与瑞秋·普蕾頓共同演唱《戰鬥之歌》；演员瑪莉絲卡·哈吉塔登台。[51]
- 2015年6月27日（伦敦）：模特坎達兒·珍娜、吉吉·哈蒂德、玛莎·亨特、卡莉·克劳斯，网球選手小威廉絲登台。[52]
- 2015年7月10日（东卢瑟福）：与威肯共同演唱《感覺不到的臉》；模特海蒂·克鲁姆、莉莉·奧爾德里奇、吉吉·哈蒂德，演员莉娜·丹恩、海莉·斯坦菲尔德，以及刚获得2015年女子世界杯冠军的美国国家女子足球队登台。[53]
- 2015年7月11日（东卢瑟福）：与尼克·乔纳斯共同演唱《嫉妒》；模特吉吉·哈蒂德、玛莎·亨特、莉莉·奧爾德里奇、卡莉·克劳斯、坎蒂絲·史汪尼普、貝哈蒂·普林斯露，以及演员奥卓·阿杜巴（英语：Uzo Aduba）登台。[54]
- 2015年7月13日（华盛顿特区）：与洛德共同演唱《贵族》。[55]
- 2015年7月14日（华盛顿特区）：与杰森·德鲁罗共同演唱《想要我》。[56]
- 2015年7月18日（芝加哥）：与安迪·格拉默（英语：Andy Grammer）共同演唱《親愛的，我很好》；演员塞拉娅·麦克尼尔（英语：Serayah McNeill）登台。[57]
- 2015年7月19日（芝加哥）：与萨姆·亨特（英语：Sam Hunt (musician)）共同演唱《慢慢來》；模特安德烈·佩伊奇和莉莉·唐納森登台。[58]
- 2015年7月24日（福克斯伯勒）：与月球漫步樂團共同演唱《就闭嘴跳舞吧！》。[59]
- 2015年7月25日（福克斯伯勒）：与MKTO共同演唱《經典》。[60]
- 2015年8月1日（温哥华）：与Nico & Vinz（英语：Nico & Vinz）共同演唱《我錯了嗎》。[61]
- 2015年8月8日（西雅图）：与菲迪·瓦普（英语：Fetty Wap）共同演唱《陷阱女王》，[62]歌手席亚拉和美式足球西雅图海鹰队四分卫拉塞尔·威尔森登台。[63]
- 2015年8月14日（圣克拉拉）：与五佳人共同演唱《價值》。[64]
- 2015年8月15日（圣克拉拉）：与混合甜心共同演唱《黑色魔法》；歌手琼·贝兹和演员茱莉亚·罗伯茨登台。[65]
- 2015年8月21日（洛杉矶）：与共和世代主唱莱恩·泰德共同演唱《數星星》；洛杉矶湖人队篮球运动员科比·布莱恩特登台，并向斯威夫特展示一幅巨型海报，庆祝其在斯台普斯中心连续16场演唱会门票售罄，创造了所有这一场馆历史上所有艺人演唱会的纪录。[66]
- 2015年8月22日（洛杉矶）：与玛丽·布莱姬共同演唱《懷疑》和《家庭事務》；与演员奥卓·阿杜巴共同演唱了自己的歌曲《白马》；演员克里斯·洛克、麦特·勒布郎和模特肖恩·奧普瑞登台。[67]
- 2015年8月24日（洛杉矶）：与南方小鸡成员娜塔丽·麦恩斯共同演唱《再見，厄爾》；与艾拉妮絲·莫莉塞特共同演唱《你所知道》；演员、电视主持人艾伦·德杰尼勒斯登台。[68]
- 2015年8月25日（洛杉矶）：与贝克和圣文森特共同演唱《夢想》；与约翰传奇共同表演《我的所有》。[69]
- 2015年8月26日（洛杉矶）：与賽琳娜·戈梅茲共同演唱《對你有益》；与演员丽莎·库卓共同演唱《老友记》插曲《臭臭猫》；与贾斯汀·汀布莱克共同演唱《镜子》。[70]
- 2015年8月29日（圣迭戈：与Omi（英语：Omi (singer)）共同演唱《专属啦啦队》；与艾薇儿·拉维尼共同演唱《超複雜》。[71]
- 2015年9月9日（休斯敦）：与维兹·卡利法共同演唱《再见你一面》。[72]
- 2015年9月16日（印第安纳波利斯）：与派瑞樂團共同演唱《如果过早离世》。[73]
- 2015年9月18日（哥伦布）：与史密斯回聲成员西德尼·希罗塔（Sydney Sierota）共同演唱《酷小孩》。[74]
- 2015年9月21日（堪萨斯城）：与德克斯·本特利共同演唱《每英里的記憶》。[75]
- 2015年9月25日（纳什维尔）：与凯尔茜·巴勒里尼共同演唱《愛我就像你》；与空中铁匠主唱史蒂芬·泰勒共同演唱《我不想錯過的一切事》；与艾莉森·克勞絲共同演唱《當你什麼也不說》。[76]
- 2015年9月26日（纳什维尔）：与利昂娜·刘易斯共同演唱《Bleeding Love》；与滚石乐队主唱米克·贾格尔共同演唱《滿足》。[77]
- 2015年9月29日（圣路易斯）：与耐利共同演唱《修復》；与耐利和海慕乐队共同表演《赫爾之熱》。本场演唱会是海慕乐队在本次巡回演唱会中的最后一次暖场表演，斯威夫特为祝贺她们，特意邀请其上台和自己一起共同为耐利伴舞。[78]
- 2015年10月2日（多伦多）：与凯斯·艾尔本共同演唱《約翰·庫格爾，約翰·迪爾和3点16分的约翰》和《像你這樣的人》。[79]
- 2015年10月3日（多伦多）：与查莉 XCX共同演唱《掌声雷动》。[80]
- 2015年10月17日（阿灵顿）：与艾丽·高登共同演唱《愛由你做主》。[81]
- 2015年10月21日（格林斯伯勒）：与米兰达·兰伯特共同演唱《紅色小馬車》。[82]
- 2015年10月24日（亚特兰大）：与托芙蘿共同演唱《說話之身》。[83]
- 2015年10月27日（迈阿密）：与嘻哈斗牛梗共同演唱《把所有東西都給我》；与瑞奇·马丁共同演唱《Livin' la Vida Loca》；迈阿密热火队篮球运动员德文·韦德登台，并向斯威夫特赠送带有她幸运数字的“13”号球衣，同时也纪念韦德自己为迈阿密热火效力13个赛季。[84]
- 2015年10月31日（坦帕）：与阿莱西亚·卡拉共同演唱《这里》；与伊迪娜·门泽尔共同演唱主题曲。为庆祝万圣夜，斯威夫特在演唱《型》和《随它吧》时装扮成《冰雪奇缘》中的一角，伊迪娜·门泽尔则装扮成自己在电影中配音的角色。[85]

## 场次列表
| 日期              | 城市            | 国家                                               | 举办场馆 （當地名稱）                                               | 暖场嘉宾                                | 入場人数 （参加人数 / 场馆容量）           | 票房                                       |
| 第一阶段 — 亚洲   | 第一阶段 — 亚洲 | 第一阶段 — 亚洲                                    | 第一阶段 — 亚洲                                                     | 第一阶段 — 亚洲                         | 第一阶段 — 亚洲                            | 第一阶段 — 亚洲                            |
| ----------------- | --------------- | -------------------------------------------------- | ------------------------------------------------------------------- | --------------------------------------- | ------------------------------------------ | ------------------------------------------ |
| 2015年5月5日      | 东京            | 日本                                               | 东京巨蛋 （Tokyo Dome / 東京ドーム）                                | 不適用                                  | 100,320 / 100,320                          | $10,586,828                                |
| 2015年5月6日      | 东京            | 日本                                               | 东京巨蛋 （Tokyo Dome / 東京ドーム）                                | 不適用                                  | 100,320 / 100,320                          | $10,586,828                                |
| 第二阶段 — 北美洲 |                 |                                                    |                                                                     |                                         |                                            |                                            |
| 2015年5月15日     | 拉斯维加斯      | 美国                                               | 摇滚之城 （City of Rock）                                           | 不適用                                  | 参与人数与票房仅计入音乐节，不计入本次巡演 | 参与人数与票房仅计入音乐节，不计入本次巡演 |
| 2015年5月20日     | 波西尔城        | 美国                                               | 世紀互聯中心 （CenturyLink Center）                                 | 万斯·乔伊                               | 12,459 / 12,459                            | $1,458,197                                 |
| 2015年5月22日     | 巴吞鲁日        | 美国                                               | 路易斯安那州立大学老虎体育场 （LSU Tiger Stadium）                  | 万斯·乔伊 肖恩·门德斯                   | 50,227/50,227                              | $4,119,670                                 |
| 2015年5月30日     | 底特律          | 美国                                               | 福特球場 （Ford Field）                                             | 万斯·乔伊 肖恩·门德斯                   | 50,703 / 50,703                            | $5,999,690                                 |
| 2015年6月2日      | 路易維爾        | 美国                                               | 肯德基百胜中心 （KFC Yum! Center）                                  | 万斯·乔伊                               | 16,242 / 16,242                            | $1,863,281                                 |
| 2015年6月3日      | 克利夫兰        | 美国                                               | 快貸球館 （Quicken Loans Arena）                                    | 万斯·乔伊                               | 15,503 / 15,503                            | $1,732,041                                 |
| 2015年6月6日      | 匹兹堡          | 美国                                               | 亨氏球场 （Heinz Field）                                            | 万斯·乔伊 肖恩·门德斯                   | 54,801 / 54,801                            | $5,836,926                                 |
| 2015年6月8日      | 夏洛特          | 美国                                               | 光谱中心 （Spectrum Center）                                        | 万斯·乔伊                               | 15,024 / 15,024                            | $1,627,798                                 |
| 2015年6月9日      | 罗利            | 美国                                               | PNC體育館 （PNC Arena）                                             | 万斯·乔伊                               | 13,886 / 13,886                            | $1,653,762                                 |
| 2015年6月12日     | 费城            | 美国                                               | 林肯金融球场 （Lincoln Financial Field）                            | 万斯·乔伊 肖恩·门德斯                   | 101,052 / 101,052                          | $11,987,816                                |
| 2015年6月13日     | 费城            | 美国                                               | 林肯金融球场 （Lincoln Financial Field）                            | 万斯·乔伊 肖恩·门德斯                   | 101,052 / 101,052                          | $11,987,816                                |
| 第三阶段 — 欧洲   |                 |                                                    |                                                                     |                                         |                                            |                                            |
| 2015年6月19日     | 科隆            | 德国                                               | 朗盛体育馆 （Lanxess Arena）                                        | 詹姆斯·貝                               | 29,020/29,020                              | $2,054,690                                 |
| 2015年6月20日     | 科隆            | 德国                                               | 朗盛体育馆 （Lanxess Arena）                                        | 詹姆斯·貝                               | 29,020/29,020                              | $2,054,690                                 |
| 2015年6月21日     | 阿姆斯特丹      | 荷蘭                                               | Ziggo巨蛋 （Ziggo Dome）                                            | 詹姆斯·貝                               | 11,166/11,166                              | $800,829                                   |
| 2015年6月23日     | 格拉斯哥        | 英国                                               | SSE体育馆 （The SSE Hydro）                                         | 万斯·乔伊                               | 11,021/11,021                              | $1,119,300                                 |
| 2015年6月24日     | 曼彻斯特        | 英国                                               | 曼彻斯特体育馆 （Manchester Arena）                                 | 万斯·乔伊                               | 14,773/14,773                              | $1,478,760                                 |
| 2015年6月27日     | 伦敦            | 英国                                               | 海德公园 （Hyde Park）                                              | 雷·莫里斯 万斯·乔伊 艾丽·高登 约翰·纽曼 | 参与人数与票房仅计入音乐节，不计入本次巡演 | 参与人数与票房仅计入音乐节，不计入本次巡演 |
| 2015年6月29日     | 都柏林          | 爱尔兰                                             | 3体育馆 （3Arena）                                                  | 万斯·乔伊                               | 25.188/25,188                              | $1,975,510                                 |
| 2015年6月30日     | 都柏林          | 爱尔兰                                             | 3体育馆 （3Arena）                                                  | 万斯·乔伊                               | 25.188/25,188                              | $1,975,510                                 |
| 第四阶段 — 北美洲 |                 |                                                    |                                                                     |                                         |                                            |                                            |
| 2015年7月6日      | 渥太华          | 加拿大                                             | 加拿大轮胎中心 （Canadian Tire Centre）                             | 万斯·乔伊                               | 13,480/13,480                              | $1,325,480                                 |
| 2015年7月7日      | 蒙特利尔        | 加拿大                                             | 贝尔中心 （Bell Centre）                                            | 万斯·乔伊                               | 14,770/14,770                              | $1,499,040                                 |
| 2015年7月10日     | 東盧瑟福        | 美国                                               | 大都會人壽體育場 （MetLife Stadium）                                | 万斯·乔伊 肖恩·门德斯 海慕乐队          | 110,105/110,105                            | $13,423,858                                |
| 2015年7月11日     | 東盧瑟福        | 美国                                               | 大都會人壽體育場 （MetLife Stadium）                                | 万斯·乔伊 肖恩·门德斯 海慕乐队          | 110,105/110,105                            | $13,423,858                                |
| 2015年7月13日     | 华盛顿特区      | 美国                                               | 国民球场 （Nationals Park）                                         | 万斯·乔伊 肖恩·门德斯 海慕乐队          | 85,014/85,014                              | $9,730,596                                 |
| 2015年7月14日     | 华盛顿特区      | 美国                                               | 国民球场 （Nationals Park）                                         | 万斯·乔伊 肖恩·门德斯 海慕乐队          | 85,014/85,014                              | $9,730,596                                 |
| 2015年7月18日     | 芝加哥          | 美国                                               | 军人球场 （Soldier Field）                                          | 万斯·乔伊 肖恩·门德斯 海慕乐队          | 110,109/110,109                            | $11,469,887                                |
| 2015年7月19日     | 芝加哥          | 美国                                               | 军人球场 （Soldier Field）                                          | 万斯·乔伊 肖恩·门德斯 海慕乐队          | 110,109/110,109                            | $11,469,887                                |
| 2015年7月24日     | 福克斯伯勒      | 美国                                               | 吉列体育场 （Gillette Stadium）                                     | 万斯·乔伊 肖恩·门德斯 海慕乐队          | 116,849/116,849                            | $12,533,166                                |
| 2015年7月25日     | 福克斯伯勒      | 美国                                               | 吉列体育场 （Gillette Stadium）                                     | 万斯·乔伊 肖恩·门德斯 海慕乐队          | 116,849/116,849                            | $12,533,166                                |
| 2015年8月1日      | 温哥华          | 加拿大                                             | 卑詩體育館 （BC Place Stadium）                                     | 万斯·乔伊 肖恩·门德斯                   | 41,463/41,463                              | $4,081,820                                 |
| 2015年8月4日      | 埃德蒙顿        | 加拿大                                             | Rexall体育馆 （Rexall Place）                                       | 万斯·乔伊                               | 26,534/26,534                              | $2,387,080                                 |
| 2015年8月5日      | 埃德蒙顿        | 加拿大                                             | Rexall体育馆 （Rexall Place）                                       | 万斯·乔伊                               | 26,534/26,534                              | $2,387,080                                 |
| 2015年8月8日      | 西雅图          | 美国                                               | 世纪互联球场 （CenturyLink Field）                                  | 万斯·乔伊 肖恩·门德斯                   | 55,711/55,711                              | $6,050,643                                 |
| 2015年8月14日     | 圣克拉拉        | 美国                                               | 李维斯体育场 （Levi's Stadium）                                     | 万斯·乔伊 肖恩·门德斯                   | 102,139/102,139                            | $13,031,146                                |
| 2015年8月15日     | 圣克拉拉        | 美国                                               | 李维斯体育场 （Levi's Stadium）                                     | 万斯·乔伊 肖恩·门德斯                   | 102,139/102,139                            | $13,031,146                                |
| 2015年8月17日     | 鳳凰城          | 美国                                               | 希拉河体育馆 （Gila River Arena）                                   | 万斯·乔伊                               | 26,520/26,520                              | $3,029,628                                 |
| 2015年8月18日     | 鳳凰城          | 美国                                               | 希拉河体育馆 （Gila River Arena）                                   | 万斯·乔伊                               | 26,520/26,520                              | $3,029,628                                 |
| 2015年8月21日     | 洛杉矶          | 美国                                               | 斯台普斯中心 （Staples Center）                                     | 万斯·乔伊 海慕乐队                      | 70,563/70,563                              | $8,961,681                                 |
| 2015年8月22日     | 洛杉矶          | 美国                                               | 斯台普斯中心 （Staples Center）                                     | 万斯·乔伊 海慕乐队                      | 70,563/70,563                              | $8,961,681                                 |
| 2015年8月24日     | 洛杉矶          | 美国                                               | 斯台普斯中心 （Staples Center）                                     | 万斯·乔伊 海慕乐队                      | 70,563/70,563                              | $8,961,681                                 |
| 2015年8月25日     | 洛杉矶          | 美国                                               | 斯台普斯中心 （Staples Center）                                     | 万斯·乔伊 海慕乐队                      | 70,563/70,563                              | $8,961,681                                 |
| 2015年8月26日     | 洛杉矶          | 美国                                               | 斯台普斯中心 （Staples Center）                                     | 万斯·乔伊 海慕乐队                      | 70,563/70,563                              | $8,961,681                                 |
| 2015年8月29日     | 圣迭戈          | 美国                                               | 沛可公园球场 （Petco Park）                                         | 万斯·乔伊 肖恩·门德斯                   | 44,710/44,710                              | $5,475,237                                 |
| 2015年9月4日      | 盐湖城          | 美国                                               | 生活智能家居球馆 （Vivint Smart Home Arena）                        | 万斯·乔伊                               | 14,131/14,131                              | $1,589,686                                 |
| 2015年9月5日      | 丹佛            | 美国                                               | 百事中心 （Pepsi Center）                                           | 万斯·乔伊                               | 27,126/27,126                              | $2,868,991                                 |
| 2015年9月6日      | 丹佛            | 美国                                               | 百事中心 （Pepsi Center）                                           | 万斯·乔伊                               | 27,126/27,126                              | $2,868,991                                 |
| 2015年9月9日      | 休斯敦          | 美国                                               | 美汁源公园球场 （Minute Maid Park）                                 | 万斯·乔伊 肖恩·门德斯                   | 40,122/40,122                              | $5,202,196                                 |
| 2015年9月11日     | 圣保罗          | 美国                                               | 卓越能源中心 （Xcel Energy Center）                                 | 万斯·乔伊                               | 45,126/45,126                              | $5,514,863                                 |
| 2015年9月12日     | 圣保罗          | 美国                                               | 卓越能源中心 （Xcel Energy Center）                                 | 万斯·乔伊                               | 45,126/45,126                              | $5,514,863                                 |
| 2015年9月13日     | 圣保罗          | 美国                                               | 卓越能源中心 （Xcel Energy Center）                                 | 万斯·乔伊                               | 45,126/45,126                              | $5,514,863                                 |
| 2015年9月16日     | 印第安纳波利斯  | 美国                                               | 班克斯人壽球馆 （Bankers Life Fieldhouse）                          | 万斯·乔伊                               | 14,010/14,010                              | $1,550,268                                 |
| 2015年9月17日     | 哥伦布          | 美国                                               | 全美互惠保险体育馆 （Nationwide Arena）                             | 万斯·乔伊                               | 29,936/29,936                              | $3,369,693                                 |
| 2015年9月18日     | 哥伦布          | 美国                                               | 全美互惠保险体育馆 （Nationwide Arena）                             | 万斯·乔伊                               | 29,936/29,936                              | $3,369,693                                 |
| 2015年9月21日     | 堪薩斯城        | 美国                                               | Sprint中心 （Sprint Center）                                        | 万斯·乔伊                               | 27,857/27,857                              | $2,967,558                                 |
| 2015年9月22日     | 堪薩斯城        | 美国                                               | Sprint中心 （Sprint Center）                                        | 万斯·乔伊                               | 27,857/27,857                              | $2,967,558                                 |
| 2015年9月25日     | 纳什维尔        | 美国                                               | 普利司通体育馆 （Bridgestone Arena）                                | 万斯·乔伊 海慕乐队                      | 28,917/28,917                              | $3,354,844                                 |
| 2015年9月26日     | 纳什维尔        | 美国                                               | 普利司通体育馆 （Bridgestone Arena）                                | 万斯·乔伊 海慕乐队                      | 28,917/28,917                              | $3,354,844                                 |
| 2015年9月28日     | 圣路易斯        | 美国                                               | 史考特证券中心 （Scottrade Center）                                 | 万斯·乔伊 海慕乐队                      | 29,688/29,688                              | $3,452,540                                 |
| 2015年9月29日     | 圣路易斯        | 美国                                               | 史考特证券中心 （Scottrade Center）                                 | 万斯·乔伊 海慕乐队                      | 29,688/29,688                              | $3,452,540                                 |
| 2015年10月2日     | 多伦多          | 加拿大                                             | （Rogers Center）                                                   | 万斯·乔伊 肖恩·门德斯                   | 99,283/99,283                              | $8,670,990                                 |
| 2015年10月3日     | 多伦多          | 加拿大                                             | （Rogers Center）                                                   | 万斯·乔伊 肖恩·门德斯                   | 99,283/99,283                              | $8,670,990                                 |
| 2015年10月8日     | 德梅因          | 美国                                               | 富国银行体育馆 （Wells Fargo Arena）                                | 万斯·乔伊                               | 13,969/13,969                              | $1,566,321                                 |
| 2015年10月9日     | 奥马哈          | 美国                                               | 奥马哈世纪互联中心 （CenturyLink Center Omaha）                     | 万斯·乔伊                               | 29,622/29,622                              | $3,121,421                                 |
| 2015年10月10日    | 奥马哈          | 美国                                               | 奥马哈世纪互联中心 （CenturyLink Center Omaha）                     | 万斯·乔伊                               | 29,622/29,622                              | $3,121,421                                 |
| 2015年10月12日    | 法戈            | 美国                                               | 法戈巨蛋 （Fargodome）                                              | 万斯·乔伊                               | 21,067/21,067                              | $2,219,188                                 |
| 2015年10月17日    | 阿灵顿          | 美国                                               | AT&T体育场 （AT&T Stadium）                                         | 万斯·乔伊 肖恩·门德斯                   | 62,630/62,630                              | $7,396,733                                 |
| 2015年10月20日    | 列克星敦        | 美国                                               | 拉普体育馆 （Rupp Arena）                                           | 万斯·乔伊                               | 17,084/17,084                              | $1,870,471                                 |
| 2015年10月21日    | 格林斯伯勒      | 美国                                               | 格林斯伯勒体育馆 （Greensboro Coliseum）                            | 万斯·乔伊                               | 15,079/15,079                              | $1,662,171                                 |
| 2015年10月24日    | 亚特兰大        | 美国                                               | 乔治亚巨蛋 （Georgia Dome）                                         | 万斯·乔伊 肖恩·门德斯                   | 56,046/56,046                              | $6,034,846                                 |
| 2015年10月27日    | 迈阿密          | 美国                                               | 美国航空球场 （American Airlines Center）                           | 万斯·乔伊                               | 14,044/14,044                              | $1,527,919                                 |
| 2015年10月31日    | 坦帕            | 美国                                               | 雷蒙德·詹姆斯体育馆 （Raymond James Stadium）                       | 万斯·乔伊 肖恩·门德斯                   | 56,987/56,987                              | $6,202,515                                 |
| 第五阶段 — 亚洲   |                 |                                                    |                                                                     |                                         |                                            |                                            |
| 2015年11月7日     | 新加坡          | 新加坡                                             | 新加坡室内体育馆 （Singapore Indoor Stadium / சிங்கப்பூர் மூடப்பட்ட அரங்கம்） | 不適用                                  | 17,726/17,726                              | $3,217,569                                 |
| 2015年11月8日     | 新加坡          | 新加坡                                             | 新加坡室内体育馆 （Singapore Indoor Stadium / சிங்கப்பூர் மூடப்பட்ட அரங்கம்） | 不適用                                  | 17,726/17,726                              | $3,217,569                                 |
| 2015年11月10日    | 上海            | 中国                                               | 梅赛德斯-奔驰文化中心 (Mercedes-Benz Arena)                         | 不適用                                  | 37,758/37,758                              | $5,917,348                                 |
| 2015年11月11日    | 上海            | 中国                                               | 梅赛德斯-奔驰文化中心 (Mercedes-Benz Arena)                         | 不適用                                  | 37,758/37,758                              | $5,917,348                                 |
| 2015年11月12日    | 上海            | 中国                                               | 梅赛德斯-奔驰文化中心 (Mercedes-Benz Arena)                         | 不適用                                  | 37,758/37,758                              | $5,917,348                                 |
| 第六阶段 — 大洋洲 |                 |                                                    |                                                                     |                                         |                                            |                                            |
| 2015年11月28日    | 悉尼            |                                                    | 澳洲新西兰银行体育场 （ANZ Stadium）                                | 万斯·乔伊                               | 75,980/75,980                              | $6,571,683                                 |
| 2015年12月5日     | 布里斯班        | Suncorp体育场 （Suncorp Stadium）                  | 46,881/46,881                                                       | 万斯·乔伊                               | $4,759,471                                 |                                            |
| 2015年12月7日     | 阿德莱德        | 阿德莱德娱乐中心 （Adelaide Entertainment Centre） | 20,090/20,090                                                       | 万斯·乔伊                               | $2,407,499                                 |                                            |
| 2015年12月8日     | 阿德莱德        | 阿德莱德娱乐中心 （Adelaide Entertainment Centre） | 20,090/20,090                                                       | 万斯·乔伊                               | $2,407,499                                 |                                            |
| 2015年12月10日    | 墨尔本          | 墨爾本矩形球場 （Melbourne Rectangular Stadium）   | 98,136/98,136                                                       | 万斯·乔伊                               | $10,421,553                                |                                            |
| 2015年12月11日    | 墨尔本          | 墨爾本矩形球場 （Melbourne Rectangular Stadium）   | 98,136/98,136                                                       | 万斯·乔伊                               | $10,421,553                                |                                            |
| 2015年12月12日    | 墨尔本          | 墨爾本矩形球場 （Melbourne Rectangular Stadium）   | 98,136/98,136                                                       | 万斯·乔伊                               | $10,421,553                                |                                            |
| 总计              | 总计            | 总计                                               | 总计                                                                | 总计                                    | 2,278,647 / 2,278,647                      | $250,733,097                               |